# مانکو گوزن
مانکو گوزن یا مانگو گوزن (به ژاپنی: 満功御前 まんこうごぜん/まんごうごぜん)، زنی از اواخر دوره هی‌آن تا اوایل دوره کاماکورا بود. اگرچه او به‌طور کلی به عنوان مادر بیولوژیکی برادران سوگا، سوگا توکیمونه و سوگا سوکه‌ناری شناخته می‌شود، نظرهای مختلفی در مورد اینکه مانکو به چه کسی اشاره می‌کند وجود دارد. در سوگا مونوگاتاری او به عنوان همسر کاوازو سوکه‌یاسو معرفی شده است. او نوه کودو شیگه‌میتسو بود.

## یک فرضیه دیگر، همسرکودو سوکه‌تسونه
در «سوگا مونوگاتاری» مانکو/مانگوی (万劫御前) دیگری که مادر برادران سوگا نیست، ظاهر می‌شود. هنگامی که برادر بزرگتر ایتو سوکه‌چیکا، کودو سوکه‌تسوگو، درگذشت، سرپرستی فرزند یتیمش، کودو سوکه‌تسونه، به ایتو سوکه‌چیکا سپرده شد. سوکه‌چیکا به برادرش قول داده بود که بعد از گنبوکو (مراسم بلوغ) سوکه‌تسونه، دخترش، مانکو را به ازدواج او دربیاورد. طبق قول قبلی کودو سوکه‌تسونه و مانگو ازدواج کرد و ایتو سوکه‌چیکا آنها تحت قیمومیت خود گرفت، اما در نهایت، ایتو سوکه‌چیکا فکر کرد که دامادش کودو سوکه‌تسونه یک تهدید است و در حالی که سوکه‌تسونه در پایتخت کیوتو بود، قلمرو او را تصرف کرد و دخترش را پس گرفت و او به ازدواج دوهی توئوهیرا [] درآورد.